# Первые Вурманкасы
Пе́рвые Вурманкасы́ (чув. Вӑрманкас Пайкилт) — деревня Цивильского района Чувашии, Игорварское сельское поселение.

## Физико-географическая характеристика
Деревня расположена в верховьях реки Аниш. Расстояние до Чебоксар 52 км, до райцентра 15 км, до ж.-д. станции 21 км.
Климат умеренно континентальный с продолжительной холодной зимой и тёплым летом. Средняя температура января −12,9 °C, июля 18,3 °C, абсолютный минимум достигал −44 °C (1979), абсолютный максимум 37 °C. За год в среднем выпадает до 552 мм осадков.

## История
В XVIII веке выселок села Багильдино-Воздвиженское (ныне село Шинеры). Жители — чуваши, до 1866 года государственные крестьяне; занимались земледелием, животноводством, кузнечным, плотницким, портняжным, печным, шапочным промыслами.
В начале XX века в деревне функционировали конная крупообдирочная и две ветряные мукомольные мельницы.
В 1920-е гг. действовала школа 1-й ступени, в начале 1930-х гг. — 2 начальные школы.
В 1930 году образован колхоз «Красный путиловец».

### Административное подчинение
До 1927 года — в составе Цивильской волости Цивильского уезда,

с 1927 до 1944 года — в составе Цивильского района,

с 1944 до 1959 года — в составе Чурачикского района,

с 1959 года — в составе Цивильского района.

## Название
Чувашское название деревни произошло от чув. вăрман «лес». Пайкилт — имя человека.
Историческое название — Багильдино-Вурманкасы. В 1927 году название деревни было Вурманкасы.

## Связь и средства массовой информации
- Связь: ОАО «Волгателеком», Би Лайн, МТС, Мегафон. Развит интернет по ADSL-технологии.
- Телевидение: Население использует эфирное и спутниковое телевидение. Эфирное телевидение позволяет принимать национальный канал на чувашском и русском языках.

## Население
| 2010 | 2012 |
| ---- | ---- |
| 154  | ↗183 |

Число дворов и жителей:

в 1795 — 50 дворов; 

в 1906 — 109 дворов, 281 мужчина, 272 женщины;

в 1926 — 116 дворов, 233 мужчины, 292 женщины; 

в 1939 — 247 мужчин, 325 женщин;

в 1979 — 126 мужчин, 205 женщин;

в 2002 — 78 дворов, 175 человек: 73 мужчины, 102 женщины.